# Біорізноманіття
Біорізноманіття, або біологічне різноманіття є розмаїттям живої природи. Існує декілька визначень та способів оцінки біорізноманіття.

## Етимологія
Біорізноманіття — неологізм. Термін біологічне різноманіття ввів Томас Лавджой (Thomas Lovejoy) у 1980 році, біорізноманіття — Едвард Осборн Вілсон (Edward Wilson) у 1986 році у доповіді на першому Американському форумі з біологічного різноманіття, організованому Національною Радою Досліджень (NRC, National Research Council). Відтоді це слово одержало значне поширення. Питання і проблеми оцінки, шляхів і механізмів формування та еволюції біорізноманіття вивчає диверсикологія.

## Визначення
Термін «Біорізноманіття» стандартного визначення не має, найрозповсюдженішим є «варіативність життя на всіх рівнях біологічної організації», але він є занадто узагальненим з точки зору конкретного тлумачення. Згідно з іншим визначенням, біорізноманіття — це міра відносного різноманіття серед сукупності організмів, що входять до деякої екосистеми. «Різноманіття» в такому разі позначає як відмінності всередині видів, так і між видами, а також порівняльні відмінності між екосистемами.
Ще одне визначення, яке найчастіше використовують екологи, звучить як «Сукупність генів, видів та екосистем в регіоні». Це визначення дозволяє використовувати уніфікований підхід до різних рівнів організації живих біоти.
У 1992 році саміт ООН з питань довкілля в Ріо-де-Жанейро прийняв визначення біорізноманіття як «мінливості серед живих організмів із будь-яких ареалів, включаючи, зокрема, суходольні, морські та інші водні, та серед екологічних комплексів, частинами яких вони є; це включає мінливість всередині видів, між видами, та між екосистемами».
Останнє визначення, фактично, є найближчим до єдиного офіційного визначення поняття «біорізноманіття», позаяк воно затверджено ООН в Конвенції щодо біорізноманіття. Ця конвенція підтримана всіма країнами світу, окрім Андорри, Брунею, Ватикану, Іраку, Сомалі, Східного Тимору та США.

## Значення, тлумачення

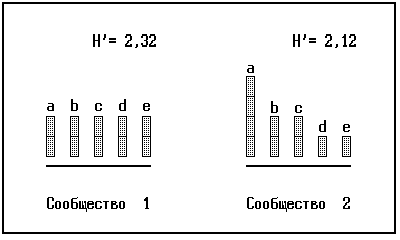
графічний приклад відмінностей показників різноманіття для різної вирівненості однакових за багатством сукупностей (оцінка за індексом Шеннона-Уївера) (за: Ємельянов та ін., 1999)

Поняття «різноманіття» часто плутають з «багатством», проте це різні терміни.
Багатство (наприклад, видове багатство) означає кількість об'єктів певного класу (наприклад, кількість видів в угрупованні або у складі певної родини). Натомість різноманіття означає не тільки кількість об'єктів, але й розподіл їх ряснотою (наприклад, за частотою трапляння, за часткою).
Різноманіття дорівнює багатству тільки у випадку повної вирівненості елементів різноманіття за частотою або часткою. Цей стан має назву «ноєва ковчегу» (всіх складових порівну). В арифметичному виразі максимальна вирівненість досягається за умови pi = 1/S, де S — число елементів (наприклад, коли в угрупованні з S=5 видів частка кожного з них становить pi = 1/5, або 20 %). Відповідно, будь-яке зміщення розподілу елементів у бік домінування одного з них означає зниження показника різноманіття, незалежно від способу його обчислення.
Високе біорізноманіття забезпечує стабільність та продуктивність екосистем. Різні види, займаючи відповідні екологічні ніші, забезпечуючи повніше використання ресурсів. Повніше використання ресурсів протидіє біологічному вторгненню. Конкуренція за ресурси між видами сприяє ефективнішому природному добору.

## Заходи
Програма Організації Об'єднаних Націй з навколишнього середовища (UNEP) організувала в листопаді 1988 року Спеціальну робочу групу експертів з метою вивчення необхідності розробки міжнародної конвенції про біорізноманіття. У травні 1989 року, вона заснувала Спеціальну робочу групу експертів з технічних та правових питань для підготовки міжнародного правового документу щодо збереження і невиснажливого використання біорізноманіття.
З лютого 1991 року Спеціальна робоча група була перетворена в Міжурядовий комітет з питань ведення переговорів. Результатом його роботи стало проведення 22 травня 1992 року в Найробі Конференції з прийняття узгодженого тексту Конвенції про біорізноманіття.
Конвенція була відкрита для підписання 5 червня 1992 року на Конференції Організації Об'єднаних Націй з довкілля та розвитку в Ріо-де-Жанейро (Саміт «Планета Земля»). Одним із основних доробків Конференції в Ріо-де-Жанейро стала Рамкова Конвенція про охорону біорізноманіття. Друга Конференція про охорону біологічного різноманіття відбулася у Джакарті, у листопаді 1995 року.
Пан-Європейська Стратегія збереження біологічного та ландшафтного різноманіття (Софія, 1995), фактично є механізмом впровадження Рамкової Конвенції на Європейському континенті.
На Всесвітньому Саміті з невиснажливого розвитку, який відбувся в Йоганнесбурзі 26 серпня — 4 вересня 2002 року, збереження та невиснажливе використання біорізноманіття та впровадження екосистемного підходу до збереження природи було включена до п'яти пріоритетних проблем людства (інші чотири — вода, енергія, здоров'я та атмосфера).
У 2010 році Сторони Конвенції визнали, що поставлені раніше цілі в сфері охорони біорізноманіття не досягнені. Сторони ухвалили Стратегічний план у сфері збереження та сталого використання біорізноманіття на 2011-2020 роки. Структура плану розрахована на 10 років, він складається із 20 цільових задач (цілі Айті) .
В Україні існує низка ініціатив щодо моніторингу й аналізу біорізноманіття. 2012 року започатковано цикл конференцій та видань Динаміка біорізноманіття.

## Біорізноманіття в Україні
Унаслідок господарювання, особливо в останнє століття, відбулися значні зміни в ландшафтах та середовищах існування. Різко зменшилася площа, зайнята природними угрупованнями — до 29 %, в тому числі лісами — до 14,3 % території країни, було практично знищено степ як природний біом, значних змін зазнали гідрологічні умови території у зв'язку з будівництвом рівнинних гідроелектростанцій та створенням водосховищ, осушенням боліт Полісся та обводненням степу. Спостерігається антропогенне забруднення значних територій, у тому числі важкими металами, радіонуклідами, стійкими органічними сполуками, відмічено прояви девастації та синантропізації екосистем, що загрожує втратою гено-, цено- та екофонду та формує соціально-екологічний дискомфорт населення.
У той же час Україна має багату біоту, яка нараховує понад 25 тисяч видів рослин (5100 судинних рослин, більше 15 тисяч грибів і слизовиків, більш ніж 1 тисяча лишайників, майже 800 мохоподібних і близько 4 тисяч водоростей) і 45 тисяч видів тварин (понад 35 тисяч комах, майже 3,5 тисяч інших членистоногих, 1800 найпростіших, 1600 круглих червів, 1280 плоских червів та 440 кільчастих червів серед більш ніж 44 тисяч безхребетних, близько 200 риб і круглоротих, 17 земноводних, 21 плазунів, близько 400 птахів і 108 ссавців із хребетних) та характеризується певним ендемізмом та реліктовістю.

### Заходи
Верховна Рада України ратифікувала Рамкову Конвенцію 29 листопада 1994 року (Закон про ратифікацію), а також ухвалила низку законів щодо ратифікації, приєднання та виконання інших міжнародних договорів обов'язкового та необов'язкового характеру, що регулюють питання збереження та використання біологічного і ландшафтного різноманіття. На національному рівні координацію реалізація положень законів та відповідних програм здійснює Національна Комісія з питань збереження біорізноманіття та Міністерство охорони навколишнього природного середовища України.
У 1998 році в Державному екологічному інституті Мінприроди України засновано Кафедру охорони природи та збереження біорізноманіття.
Кабінет Міністрів України розпорядженням № 675-р від 22 вересня 2004 року схвалив Концепцію Загальнодержавної програми збереження біорізноманіття на 2005—2025 роки.

### портал «Біорізноманіття України»
Державним природознавчим музеєм НАН України створено і ведеться портал «Біорізноманіття України». Портал має українську та англійську версії і включає 9 розділів (пункти основного меню): Головна, Таксономія, Види, Охорона, Колекція, Література, Карти, Інструменти, Про нас. Портал створено в рамках виконання музеєм державної науково-прикладної теми «Створення музейно-інформаційного ресурсу як основи регіональних планів дій із збереження біорізноманіття» (державний реєстраційний номер — 0116U002134).

## Необхідне і достатнє біорізноманіття
Стійка біосистема не може бути одноманітною. Приклад тому — величезні за площею посіви сільськогосподарських культур, що легко вражаються хворобами.
На прикладі розробленої ними математичної моделі дворівневої біологічної системи вчені прийшли до висновку, що оптимальна внутрипопуляційна різноманітність знижується у міру стабілізації середовища і не залежить від інтенсивності надходження ресурсу. Оптимальне ж видове різноманіття (число популяцій в біоценозі) і відповідне йому значення сумарної чисельності (біомаси) ростуть у міру збільшення стабільності середовища та інтенсивності надходження в середовище ресурсу.
Дослідники підкреслюють, що оптимальна різноманітність встановлюється в непорушених біосистемах, які існують в історично типових для них умовах. Коли обставини міняються швидко і кардинально, біосистеми, природно, відхиляються від оптимального стану, і їх ефективність знижується. Якщо негативний вплив на біосистему вчасно припинити, то у неї є ще шанс через якийсь час знову перейти в оптимальний стан (старий чи новий), якщо ж ні, то загибель системи вельми імовірна.
Людина прагне впливати на природу, але при цьому не можна порушувати принцип оптимальної різноманітності. Якщо це не враховувати, то система буде непередбачувано реагувати на зміну зовнішніх умов. Тоді людина і управляти нічим не зможе, і відновити зруйноване — теж, бо не розуміє принципів управління.

## Вплив змін видової різноманітності на базові процеси в екосистемах
Зміна видової різноманітності може впливати на базові процеси в екосистемах — продукцію і розкладання органічної речовини в масштабах, порівнянних з дією глобальних факторів. Аналіз результатів безлічі окремих експериментів дозволив розрахувати зміни середніх значень первинної продукції в екосистемах при зміні видового багатства в них. Виявилося, що продукційний процес в екосистемах залежить від видової різноманітності більше, ніж процеси деструкції органічної речовини. При зменшенні числа видів вдвічі продукція екосистем знижується в середньому на 13 %. Вплив різноманітності на процес розкладання органічної речовини менш очевидний — зменшення різноманітності може призводити і до уповільнення, і до прискорення процесів деструкції в екосистемах.

## Рідкісні видиі біорізноманітність
Надзвичайно висока видова різноманітність дерев тропічного лісу ставить в глухий кут екологів, оскільки незрозуміло, як виживають рідкісні види в умовах напруженої конкуренції за ресурси з видами куди численнішими. Одне з можливих пояснень — екологічна своєрідність рідкісних видів, заняття ними особливих ніш, що різко відрізняються від ніш масових видів. Дане припущення було перевірено міжнародною групою дослідників на великому матеріалі, зібраному в тропічних і субтропічних лісах Америки та Азії. Про екологічну близькість видів судили за ступенем їх спорідненості (філогенетичної близькості).
З'ясувалося, що в 6 з 15 вивчених угруповань рідкісні види відрізнялися від масових і один від одного в значно більшій мірі, ніж того слід було б очікувати на основі чистої випадковості. Відповідно, щодо цих випадків можемо говорити про підтвердження гіпотези розбіжності видів з різними нішами.
У 9 інших випадках таких відмінностей не виявлено: рідкісні види були філогенетично (а імовірно, і екологічно) близькі до масових або ж відрізнялися від них не більше, ніж слід було б очікувати, виходячи з чистої випадковості. Підтримання видової різноманітності таких угруповань досягається іншими механізмами, наприклад перериванням конкурентного витіснення тайфунами, пожежами та іншими зовнішніми впливами.
Детальний аналіз просторового розподілу наземних хребетних (всього розглянуто понад 21 тис. видів птахів, ссавців і земноводних) по всіх континентах виявив центри їх максимального видового різноманіття. Всі вони розташовуються в тропіках і займають лише 8 % поверхні суші. Отримані результати дозволяють більш раціонально підходити до вибору територій, що відрізняються надзвичайно високим біорізноманіттям і тому потребують суворої охорони.

## Міжнародний день біологічного різноманіття
Щороку 22 травня відзначається Міжнародний день біологічного різноманіття.